# Рьотбах
Рьотбах (на немски: Röthbachfall) се нарича най-високият водопад в Германия. Намира се в провинция Бавария, в Берхтесгаденските Алпи, на река Кьонигзее Ахе. Общата височина на скока е 470 м., което го поставя едва на 33-то място в Европа (но на 4-то, ако не се брои Норвегия). Макар че пада почти вертикално, водата не прави само един скок. Най-високият е 380 м (от 1250 до 870 м надморска височина), след което има по-малък, 50-метров. Обяснението за образуването на водопада е просто: от високопланинската ливада Фишункел водата се излива в дълбока ледникова долина. Този тип долини, наречени трог или висящи долини са характерни с заравнено дъно и стръмни, често отвесни страни. Подобни водопади има в Лаутербунската долина в Бернските Алпи в Швейцария. И тук този не е единствен – на 700 м по-нагоре се намира почти толкова високият водопад Ландтал.
Водата захранва малкото езеро Оберзее, което се оттича в много известното езеро Кьонигзее. Както и целият район, водопадът е посещаван от хиляди туристи. Достъпът не е лесен и изисква плаване с лодка, след което стръмен преход в продължение на един час (4 км). Гледката от върха на каскадата обаче е забележителна.